# مواسعة الجسم
مواسعة الجسم (Body capacitance) هي خاصية فيزيائية في جسم الإنسان تجعله يقوم بنفس الدور الذي يقوم به المكثف. يمكن لجسم الإنسان - مثله مثل أي جسم موصل بسلك - أن يخزن الشحنات الكهربائية إذا ما كان معزولاً عنها. يختلف المقدار الفعلي للمواسعة بحسب البيئة المحيطة، فقد يكون قليلاً عند الوقوف على قمة أحد القطبين بعيدًا عن أي شيء ويزداد عند الاتكاء على جسم معزول - ولكنه سطح معدني كبير مؤرض - مثل الثلاجة المنزلية أو الجدار المعدني الموجود في المصنع.
يمكن للألياف الصناعية والاحتكاك أن يشحن جسم الإنسان بحوالي 3 كيلو فولت.  لا يكون للطاقة القصوى أي تأثير يذكر، ولكن قد يؤدي الجهد المنخفض بقيمة 100 فولت إلى تلف بعض الأجهزة الإلكترونية. وتحرص مصانع الإلكترونيات كل الحرص على ألا تزداد الشحنات في جسم الإنسان. ويتناول فرع كامل من فروع صناعة الإلكترونيات في منع تراكم الشحنات الكهربية الاستاتيكية وصيانة المنتجات من آفة التفريغ الكهربائي.
ومن الجدير بالذكر أنه إذا اجتمع لشخص حذاء مصنوع من مادة خاصة مع الرطوبة المنخفضة والسجاد الجاف (الألياف الاصطناعية على وجه التحديد) فقد تتسبب خطواته في شحن مواسعة الجسم لما يقدر بعشرات الكيلو فولتات بحسب الأرض. فالإنسان والمناطق المحيطة به قد تصبح مكثفًا عالي الشحن. ويمكن للاقتراب من أي جسم موصل متصل بالأرض أن يخلق صدمة بل وقد تنشأ شرارة واضحة.
وكانت مواسعة الجسم مصدر إزعاج شديد عند ضبط الراديو القديم؛ فلمس موجه الضبط قد يضاعف مواسعة الجسم في دائرة الضبط، فيتغير ترددها الرنان تغيرًا طفيفًا. ومع ذلك، تفيد مواسعة الجسم كثيرًا في الثيرمين، وهي آلة موسيقية تسبب تغيرات تردد طفيفة في المذبذبات الداخلية لها. وأحد هذه المذبذبات يغير حدة الصوت، والآخر يغير جهارة الصوت للتغيير بسلاسة بين وضع الصمت والمقدار الكامل.
ودائمًا ما تكون مواسعة جسم الإنسان في الأجواء الطبيعية من عشرات إلى بضع مئات بيكوفاراد. وهذا مقدار صغير وفقًا للمعايير الإلكترونية المتّبعة. في حين أن البشر أكبر بكثير من المكونات الإلكترونية النمطية، فغالبًا ما يكون هناك فرق شاسع أيضًا بينهم وبين الأجسام الموصلة الأخرى. قد تكون الصدمة الاستاتيكية مروعة ومفزعة في بعض الأحيان، إلا أن كمية الطاقة المخزونة منخفضة نسبيا، ولن تضر الشخص المعافى بدنيًا.
نموذج جسم الإنسان الخاص بالمواسعة، بحسب تعريف جمعية التفريغ الكهربي (ESDA)، هو مواسعات بسعة 100 بيكوفاراد على التوالي مع مقاومة قدرها 1.5 أوم

## أجهزة استشعار اللمس
يمكن الاستفادة من مواسعة الجسم في تشغيل المفتاح بزر انضغاطي الذي يستخدم في تشغيل المصاعد أو الصنابير. وتعتمد أنواع خاصة من مسابير فاحصات الجهد على مواسعة الجسم.
وتستجيب أجهزة استشعار اللمس المواسعية عند اقتراب جسم الإنسان منها (ولكن ليس بقوة اللمس)، عادة بطرف الإصبع. وتستشعر هذه الأجهزة بفرق المواسعة بين الجهاز نفسه وطرف الإصبع. ولا تتطلب شاشة اللمس المواسعية إلى استعمال أي قوة في الضغط على سطحها، مما يجعل استخدامها أسهل نوعًا ما. وزيادة على ذلك، يقوم الإنسان بنفس دور الهوائيات بسبب مواسعة جسمه، وتعتمد بعض أجهزة التلفاز الصغيرة على جسم الإنسان في تحسين استقبالها. 

## وصلات خارجية
- Downloadable electrostatic BEM modules in MATLAB for self-capacitance of a human body and relevant human body meshes